# Walze (Werkzeug)
Eine Walze ist ein Werkzeug für das spanlose Umformen (vor allem von Metallen) in Walzanlagen. Sie besteht aus einem Walzenballen und hat an ihren beiden Enden je einen Walzenzapfen (die Lagerzapfen). Die Walzenzapfen sind zylindrisch oder kegelig / sich verjüngend, bei angetriebenen Walzen spricht man von den Kuppelzapfen oder Walzen-Antriebzapfen.
Als Werkstoff für die Herstellung von Walzen werden meist Stahl, Gusseisen oder Sphäroguss gewählt, je nach Verwendungszweck (s. u. Walzenarten).
Eine Sonderform der Walze sind Kalanderwalzen für die Herstellung und Bearbeitung von Papier.

## Begriffe
Arbeitswalzen sind diejenigen Walzen eines Walzgerüsts, welche die unmittelbare Umformung des Walzgutes durchführen.
Stützwalzen sind diejenigen Walzen eines Vier- oder Mehr-Walzengerüsts, welche die Arbeitswalzen abstützen, damit diese sich nicht durchbiegen.
Eine Walzringwalze hat ein Kaliber, das aus Kaliberringen gebildet wird, die auf dem Grundkörper sitzen.
Eine Schleppwalze ist die in einem Walzgerüst nicht angetriebene Walze, wie die Mittelwalze in einem Trio-Walzgerüst.

## Walzenarten

### Stahlwalzen
Geschmiedete Walzen eignen sich für höchste Beanspruchung, Stoßbeanspruchung und tief eingeschnittene Kaliber. Ihre Festigkeit liegt bei 60 bis 1100 N/mm².
Die kostengünstigeren Stahlgusswalzen haben eine geringere Festigkeit (450 bis 750 N/mm²), sind aber weniger zäh und weniger verschleißfest als geschmiedete Walzen.
Vorteil beider Walzenarten: Bei Verschleiß können sie auftraggeschweißt und weiter verwendet werden.

### Gusseiserne Walzen
Hartgusswalzen haben eine harte Schale (Ledeburit, Martensit), Verschweißungen zwischen Gusseisenwalze und Walzstahl treten nicht auf. Sie werden nur für Flachprodukte und kleine Profile angewendet. Die Oberfläche des Walzgutes ist glatt. Nachteilig ist die geringe Biegefestigkeit der Hartgusswalzen.
Graugusswalzen sind halbharte Walzen, die bei kleinen Walzgutmengen zur Herstellung von schweren bzw. mittleren Profilen und Grobblechen benutzt werden.

#### Sphäroguss
Walzen aus Gusseisen mit Kugelgraphit werden infolge guter Verformbarkeit auch für höhere Walzenkräfte verwendet. Siehe auch Walzenkaliber.